# Berta Boródkina
Berta Naumovna Boródkina (en ruso: Бе́рта Нау́мовна Боро́дкина; de soltera: Berta Korol; Bila Tserkva, 1927 – Novocherkask, 1985) fue una empresaria soviética. Fue jefa de fideicomisos y restaurantes y cantinas en Gelendzhik, honrada trabajadora de la industria alimentaria de la Unión Soviética, era apodada «Bella de Hierro». Fue la segunda de las tres únicas mujeres ejecutadas en la Unión Soviética después del final de la Segunda Guerra Mundial. Fue condenada a muerte por «robo sistemático de propiedad socialista».

## Biografía
Berta Boródkina comenzó a trabajar como camarera en 1951, a la edad de 34 años, y posteriormente, en 1974, fue nombrada jefa de la industria de restaurantes y cantinas de la región del mar Negro, la principal región turística de la URSS. Fue arrestada en 1982. Según la versión de las autoridades que llevaron a cabo su arresto, en el período comprendido entre 1974 y 1982, se dedicó a la corrupción en una proporción especialmente grande.
Durante la investigación la policía encontró en su casa numerosos artículos de gran valor, así como grandes cantidades de dinero. Según Antón Lopatin, asistente principal del fiscal del Krai de Krasnodar para relaciones con los medios, las viviendas de los residentes parecían tiendas de museo, que contenían numerosas joyas preciosas, pieles, productos de cristal y juegos de cama que escaseaban en ese momento. Además, según el testimonio de la oficina del fiscal del Krai de Krasnodar, Abogado de Honor de la RSFS de Rusia Vladímir Nagorny, guardaba grandes sumas de dinero en casa, que los investigadores encontraron en los lugares más inesperados: en radiadores y debajo de las alfombras en las habitaciones, los bancos enrollados en el sótano, en los ladrillos del patio trasero de los almacenes. La cantidad total incautada durante la búsqueda ascendió a más de 500 000 rublos.
Se cree que en total durante sus actividades recibió de sus socios bienes y dinero en efectivo por valor de más de un millón de rublos. En 1982, fue sentenciada a muerte, según los periodistas soviéticos, porque sabía demasiado y podría haber implicado en la trama a muchos funcionarios del Partido, la sentencia se llevó a cabo en 1985 en la prisión de Novocherkask. Fue una de las tres únicas mujeres ejecutadas en la Unión Soviética después del final de la Segunda Guerra Mundial, las otras dos fueron Antonina Makárova (1979) por traición y la asesina en serie Tamara Ivaniútina (1990).